# Adam Baworowski

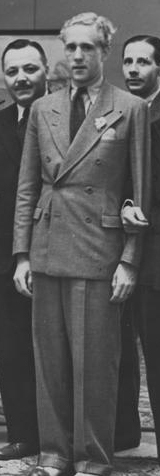
Adam Baworowski

Adam Baworowski (* 9. August 1913 in Wien; † Anfang 1943 in Stalingrad) war ein österreichisch-polnischer Tennisspieler.

## Leben
Adam Graf Baworowski entstammte dem traditionsreichen polnischen Adelsgeschlecht Baworowski. Ab 1933 trat er als Tennisspieler in Erscheinung. Als Mitglied der österreichischen Davis-Cup-Mannschaft wurde er ab 1933 an der Seite von Georg von Metaxa bis 1937 in fünf Begegnungen eingesetzt und erreichte 1936 das Halbfinale der Europazone. Im selben Jahr gewann er die österreichischen Meisterschaften in Wien.
Bei den französischen Meisterschaften erreichte Baworowski 1937 und 1938 das Achtelfinale. Nach dem „Anschluss“ Österreichs im März 1938 entschied er sich für die polnische Davis-Cup-Mannschaft, da er den elterlichen Gutsbesitz in Polen nicht verlieren wollte. Zuletzt nahm er im Mai 1939 am Spiel gegen die deutsche Mannschaft teil, das mit 2:3 verloren ging. Bei den Wimbledon Championships musste er sich bei seinen drei Auftritten (1933, 1936 und 1939) jeweils in der ersten Runde geschlagen geben.
Nach Beginn des Zweiten Weltkriegs geriet Baworowski zunächst als polnischer Soldat in deutsche Kriegsgefangenschaft. 1941 wurde er deutscher Vizemeister bei den Kriegsmeisterschaften in Braunschweig. Er wurde anschließend in die deutsche Wehrmacht eingezogen und fiel Anfang 1943 im Kessel von Stalingrad.